# Шахнаме
„Шахнаме“ (на персийски: شاهنامه [Šāhnāmeh], „Книга на царете“) е най-значимият национален епос на Персия. „Книгата на царете“ се състои от 60 000 строфи и в нея е описана историята на Персия от най-древни времена до проникването на исляма през VII век. Шах-наме е сбор от поезия и проза, като най-значителният от тях е епосът на Абу ал-Касим Фирдоуси, написан в периода около 976 – 1011 г. От останалите раздели са се съхранили само фрагменти в преразказ на различни автори. Отначало произведението се е наричало „Худай-наме“ („Хвани-намак“), като впоследствие се появява названието „Шах-наме“.
Писана от Фирдоуси в продължение на 35 години, тя е своеобразен връх на персийско-таджикския ренесанс и изразява по най-епичен начин мъката на автора по родината, три века след нашествието на арабите. Разглеждана е като литературен шедьовър и от огромно значение за зороастризма.